# Dzierżanów Wielkopolski
Dzierżanów Wielkopolski – przystanek kolejowy położony we wsi Dzierżanów w woj. wielkopolskim, w powiecie krotoszyńskim, w gminie Krotoszyn.

## Ruch pasażerski[1]
| Rok  | Wymiana pasażerska na dobę |
| ---- | -------------------------- |
| 2017 | 0-9                        |
| 2018 | 0-9                        |
| 2019 | 0-9                        |
| 2020 | 0-9                        |
| 2021 | 0-9                        |
| 2022 | 0-9                        |
| 2023 | 0-9                        |

## Krótki opis
Budynek używany zgodnie z przeznaczeniem. W obrębie stacji znajduje się przejazd kolejowo-drogowy kategorii C.